# 尼永城堡

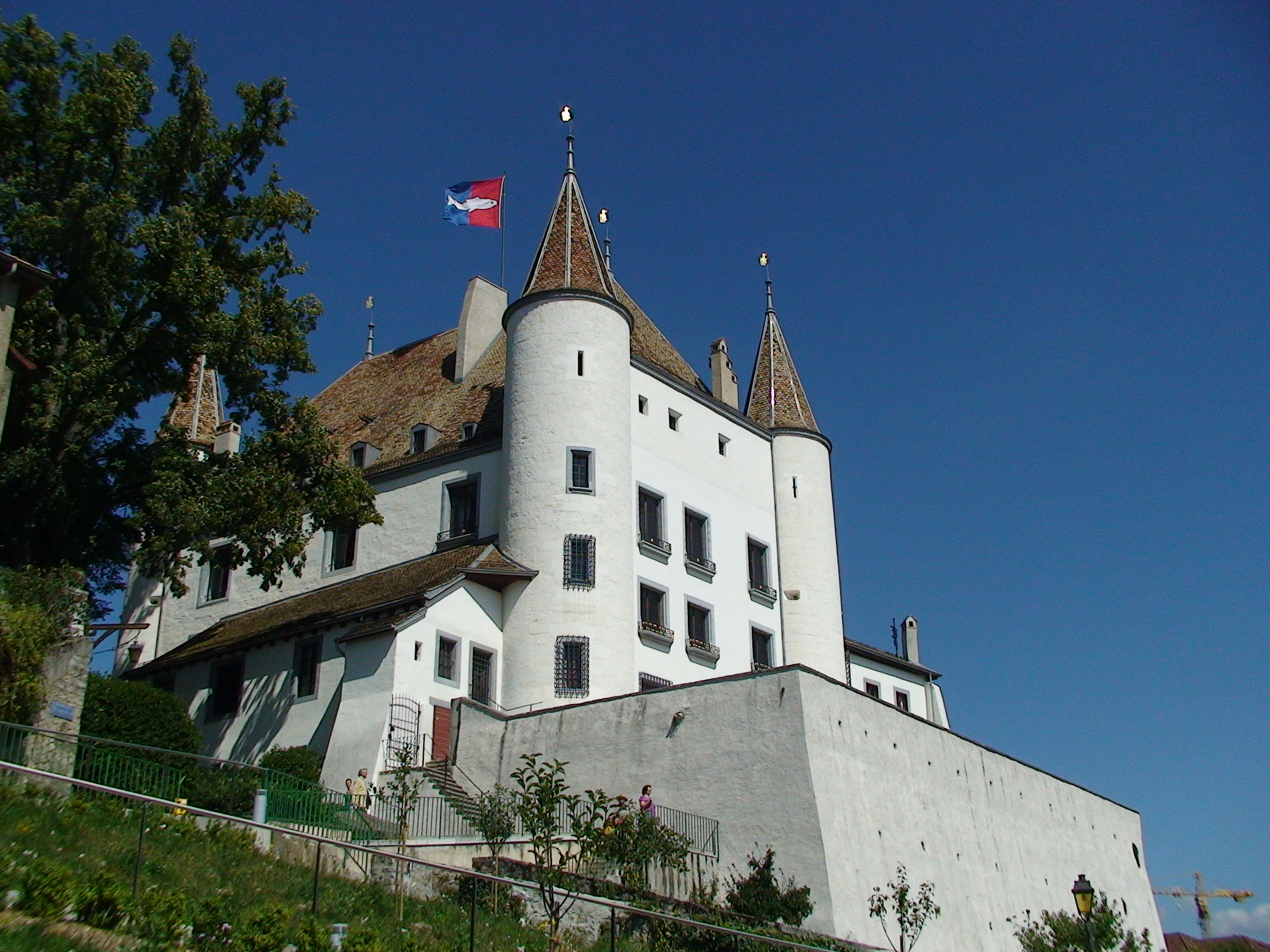
尼永城堡

尼永城堡（法語：Château de Nyon）是位于瑞士沃州尼永的一座城堡，位于莱芒湖北岸的山丘之上，俯瞰湖景。

## 历史
尼永城堡可能建于西元12世纪中叶，当时尼永正处于领主科索内-普朗然家族（Cossonay-Prangins）统治之下。1293年，萨伏依伯国占领了尼翁。1388年左右，城堡进行了改建。1536年，伯尔尼成为当地新的主人。1574至1583年的工程确立了城堡今日的面貌。
1798年，沃州革命爆发。尼永市於1804年买下城堡，并将市议会、监狱、博物馆等安置于此，直到20世纪末，职能部门全部迁出。1999年至2006年，城堡经过翻修，并向公众开放。